# Ministerul pentru Întreprinderi Mici și Mijlocii, Comerț, Turism și Profesii Liberale (România)
Ministerul pentru Întreprinderi Mici și Mijlocii, Comerț, Turism și Profesii Liberale (M.I.M.M.C.T.P.L.) a fost înființat în anul 2007 prin reorganizarea Agenției Naționale pentru Întreprinderi Mici și Mijlocii și Cooperație și a Autorității Naționale pentru Turism, prin preluarea activității în domeniul comerțului exterior de la Ministerul Economiei și Comerțului a activității privind mediul de afaceri din cadrul aparatului de lucru al ministrului de stat pentru coordonarea activităților din domeniile mediului de afaceri și întreprinderilor mici și mijlocii, precum a activității în domeniul turismului de la Ministerul Transporturilor, Construcțiilor și Turismului.
Executivul a reglementat, astfel, în aprilie 2007, organizarea și funcționarea Ministerului pentru Întreprinderi Mici și Mijlocii, Comerț, Turism și Profesii Liberale ca organ de specialitate al administrației publice centrale, cu personalitate juridică, care realizează politica Guvernului în domeniile dezvoltării sectorului întreprinderilor mici și mijlocii, al celui cooperatist, comerțului, turismului și profesiilor liberale.
În prezent (iunie 2008), Ministrul pentru întreprinderi mici și mijlocii, comerț, turism și profesii liberale este domnul Ovidiu Silaghi. 

## Numiri în funcție ai miniștrilor
Ministru pentru întreprinderile mici și mijlocii și cooperație
- 28 decembrie 2000 — Silvia Ciornei — cu ocazia formării Guvernului Năstase[1]

Ministrul intreprinderilor mici și mijlocii, comerțului și mediului de afaceri
- 22 decembrie 2008 — Constantin Niță — cu ocazia formării Guvernului Boc (1)[2]

## Organizare
Ministerul pentru Întreprinderi Mici și Mijlocii, Comerț, Turism și Profesii Liberale are în subordine următoarele agenții:
- Autoritatea Națională pentru Protecția Consumatorilor (ANPC)
- Centrul Național de Învatamânt Turistic (CNIT)
- Centrul Român pentru Promovarea Comerțului (CRPC)
- Institutul Național de Cercetare Dezvoltare în Turism (INCDT)
- Oficiul de Stat pentru Invenții și Mărci

## Încetarea activității
Ministerul și-a încetat existența, începând de la data de 23 decembrie 2009, când a fost înființat Guvernul Boc (2).